# Georgios Strezos
Georgios 'Giorgos' Strezos (Grieks: Γεώργιος 'Γιώργος' Στρέζος) (Chalkidona, 6 juli 1995) is een Grieks voetballer die als doelman speelt.

## Carrière
Georgios Strezos speelde in de jeugd van PAOK Saloniki en Olympiakos Piraeus, waar hij nooit in actie kwam en wat hem in het seizoen 2015/16 aan Panachaiki GE verhuurde. In 2016 vertrok hij transfervrij naar Panegialios GS, waar hij net als bij Panachaiki in de Football League speelde. Na een half seizoen vertrok hij naar competitiegenoot OFI Kreta, waarmee hij in 2017/18 kampioen werd van de Football League en daardoor naar de Super League promoveerde. Nadat zijn contract bij OFI in 2019 afliep, was hij transfervrij en sloot hij in september aan bij Willem II. Hij was hier derde keeper achter Timon Wellenreuther en Michael Woud, en kwam zodoende nooit in actie. Toen in 2020 zijn contract afliep, werd de optie om een extra contractjaar toe te voegen niet gelicht.

### Statistieken
| Seizoen                         | Club               | Land           | Competitie      | Competitie | Competitie | Beker | Beker | Totaal | Totaal |
| Seizoen                         | Club               | Land           | Competitie      | Wed.       | Dlp.       | Wed.  | Dlp.  | Wed.   | Dlp.   |
| ------------------------------- | ------------------ | -------------- | --------------- | ---------- | ---------- | ----- | ----- | ------ | ------ |
| 2014/15                         | Olympiakos Piraeus | Griekenland    | Super League    | 0          | 0          | 0     | 0     | 0      | 0      |
| 2015/16                         | → Panachaiki GE    | Griekenland    | Football League | 21         | 0          | 3     | 0     | 24     | 0      |
| 2016/17                         | Panegialios GS     | Griekenland    | Football League | 13         | 0          | 1     | 0     | 14     | 0      |
| 2016/17                         | OFI Kreta          | Griekenland    | Football League | 15         | 0          | 0     | 0     | 15     | 0      |
| 2017/18                         | OFI Kreta          | Griekenland    | Football League | 31         | 0          | 3     | 0     | 34     | 0      |
| 2018/19                         | OFI Kreta          | Griekenland    | Super League    | 21         | 0          | 1     | 0     | 22     | 0      |
| 2019/20                         | Willem II          | Nederland      | Eredivisie      | 0          | 0          | 0     | 0     | 0      | 0      |
| Carrièretotaal                  | Carrièretotaal     | Carrièretotaal | Carrièretotaal  | 101        | 0          | 8     | 0     | 109    | 0      |
| Bijgewerkt op 29 september 2019 |                    |                |                 |            |            |       |       |        |        |